# Филип Печнер
Филип Печнер (рођен 24. марта 1984. у Бајројту, Немачка) је бивши немачки тенисер, који је свој најбољи пласман у синглу достигао у септембру 2009. када је заузимао 35. место на АТП листи. У конкуренцији парова најбоља позиција му је 9. место из априла 2011. Освојио је једну титулу у појединачној конкуренцији и осам у дублу.
Последњи меч у каријери одиграо је у октобру 2018. на турниру у Антверпену.
Немачка тениска асоцијација га је у јануару 2020. поставила за тренера млађих селекција.

## Гренд слем финала

### Парови: 2 (2:0)
| Исход    | Бр. | Година | Турнир   | Подлога | Партнер       | Противници                           | Резултат      |
| -------- | --- | ------ | -------- | ------- | ------------- | ------------------------------------ | ------------- |
| Победник | 1.  | 2010.  | Вимблдон | Трава   | Јирген Мелцер | Роберт Линдстед Орија Текау          | 6:1, 7:5, 7:5 |
| Победник | 2.  | 2011.  | ОП САД   | Тврда   | Јирген Мелцер | Маријуш Фирстенберг Марћин Матковски | 6:2, 6:2      |

## АТП финала

### Појединачно: 3 (1:2)
| Легенда                        |
| ------------------------------ |
| Гренд слем турнири (0:0)       |
| Завршно првенство сезоне (0:0) |
| АТП мастерс 1000 (0:0)         |
| АТП 500 (1:0)                  |
| АТП 250 (0:2)                  |

| Финала по подлози |
| ----------------- |
| Тврда (1:0)       |
| Шљака (0:0)       |
| Трава (0:2)       |

| Финала по локацији |
| ------------------ |
| Отворено (0:2)     |
| Дворана (1:0)      |

| Исход     | Бр. | Датум             | Турнир                 | Подлога   | Противник        | Резултат                |
| --------- | --- | ----------------- | ---------------------- | --------- | ---------------- | ----------------------- |
| Победник  | 1.  | 12. октобар 2008. | Беч, Аустрија          | Тврда (д) | Гаел Монфис      | 6:4, 6:4                |
| Финалиста | 1.  | 12. јун 2011.     | Хале, Немачка          | Трава     | Филип Колшрајбер | 6:7(5:7), 0:2 (предаја) |
| Финалиста | 2.  | 23. јун 2012.     | Хертогенбос, Холандија | Трава     | Давид Ферер      | 3:6, 4:6                |

### Парови: 15 (8:7)
| Легенда                        |
| ------------------------------ |
| Гренд слем турнири (2:0)       |
| Завршно првенство сезоне (0:0) |
| АТП мастерс 1000 (0:0)         |
| АТП 500 (1:4)                  |
| АТП 250 (5:3)                  |

| Финала по подлози |
| ----------------- |
| Тврда (4:5)       |
| Шљака (2:2)       |
| Трава (2:0)       |

| Финала по локацији |
| ------------------ |
| Отворено (5:5)     |
| Дворана (3:2)      |

| Исход     | Бр. | Датум               | Турнир                 | Подлога   | Партнер         | Противници                           | Резултат              |
| --------- | --- | ------------------- | ---------------------- | --------- | --------------- | ------------------------------------ | --------------------- |
| Финалиста | 1.  | 12. октобар 2008.   | Беч, Аустрија          | Тврда (д) | Александар Пеја | Макс Мирни Енди Рам                  | 1:6, 5:7              |
| Победник  | 1.  | 7. фебруар 2010.    | Загреб, Хрватска       | Тврда (д) | Јирген Мелцер   | Арно Клеман Оливје Рокус             | 3:6, 6:3, [10:8]      |
| Победник  | 2.  | 3. јул 2010.        | Вимблдон, В. Британија | Трава     | Јирген Мелцер   | Роберт Линдстед Орија Текау          | 6:1, 7:5, 7:5         |
| Финалиста | 2.  | 18. јул 2010.       | Штутгарт, Немачка      | Шљака     | Кристофер Кас   | Карлос Берлок Едуардо Шванк          | 6:7(5:7), 6:7(6:8)    |
| Победник  | 3.  | 13. фебруар 2011.   | Ротердам, Холандија    | Тврда (д) | Јирген Мелцер   | Микаел Љодра Ненад Зимоњић           | 6:4, 3:6, [10:5]      |
| Победник  | 4.  | 16. јул 2011.       | Штутгарт, Немачка      | Шљака     | Јирген Мелцер   | Марсел Гранољерс Марк Лопез          | 6:3, 6:4              |
| Победник  | 5.  | 11. септембар 2011. | Њујорк, САД            | Тврда     | Јирген Мелцер   | Маријуш Фирстенберг Марћин Матковски | 6:2, 6:2              |
| Финалиста | 3.  | 8. јануар 2012.     | Бризбејн, Аустралија   | Тврда     | Јирген Мелцер   | Макс Мирни Данијел Нестор            | 1:6, 2:6              |
| Победник  | 6.  | 19. октобар 2014.   | Беч, Аустрија          | Тврда (д) | Јирген Мелцер   | Андре Бегеман Јулијан Ноул           | 7:6(8:6), 4:6, [10:7] |
| Финалиста | 4.  | 8. јануар 2016.     | Доха, Катар            | Тврда     | Александар Пеја | Фелисијано Лопез Марк Лопез          | 4:6, 3:6              |
| Финалиста | 5.  | 14. фебруар 2016.   | Ротердам, Холандија    | Тврда (д) | Александар Пеја | Никола Маи Вашек Поспишил            | 6:7(2:7), 4:6         |
| Финалиста | 6.  | 27. фебруар 2016.   | Акапулко, Мексико      | Тврда     | Александар Пеја | Трит Хјуи Макс Мирни                 | 6:7(5:7), 3:6         |
| Финалиста | 7.  | 30. април 2017.     | Барселона, Шпанија     | Шљака     | Александар Пеја | Флорин Мерђа Ајсам-ул-Хак Куреши     | 4:6, 3:6              |
| Победник  | 7.  | 23. јул 2017.       | Бостад, Шведска        | Шљака     | Јулијан Ноул    | Сандер Арендс Матве Миделкоп         | 6:2, 3:6, [10:7]      |
| Победник  | 8.  | 17. јун 2018.       | Штутгарт, Немачка (2)  | Трава     | Тим Пиц         | Роберт Линдстед Марћин Матковски     | 7:6(7:5), 6:3         |

## Остала финала

### Тимска такмичења: 1 (1:0)
| Исход    | Бр. | Датум         | Турнир                                       | Подлога | Партнери                        | Противници                                     | Резултат | Извор |
| -------- | --- | ------------- | -------------------------------------------- | ------- | ------------------------------- | ---------------------------------------------- | -------- | ----- |
| Победник | 1.  | 21. мај 2011. | Светско екипно првенство, Диселдорф, Немачка | Шљака   | Флоријан Мајер Филип Колшрајбер | Хуан Монако Хуан Игнасио Чела Максимо Гонзалез | 2:1      | [ 3 ] |